# Кам'янецький водоспад
Кам'янський водоспа́д (інші назви — Кам'янецький водоспад, Кам'янка) — водоспад в Українських Карпатах, у межах масиву Сколівські Бескиди. Розташований у Стрийському районі Львівської області, між селами Дубина і Кам'янка, в межах національного природного парку «Сколівські Бескиди». 
Висота водоспаду — бл. 7 м. Складається з одного каскаду, розділеного скельним виступом на два потоки.

## Як дістатись
Водоспад розташований за 7 км від міста Сколе, вверх за течією річки Кам'янки (поворот на село Кам'янку між Сколе і Верхнім Синьовидним), за 4 км від мосту через річку Опір). Від залізничної станції Сколе — 10 км.

## Цікаві факти
- У Карпатах існує ще один водоспад з такою ж назвою — Кам'янецький водоспад.
- Біля водоспаду є сірководневе джерело мінеральної води типу «Нафтуся».
- Неподалік від водоспаду розташоване озеро за назвою Мертве Озеро (Журавлине). Вода в ньому дуже багата на сірководень, тому в озерці нема ніякої живності.
- Вище Мертвого Озера розташований скелелазний район «Острів Паски».

## Світлини

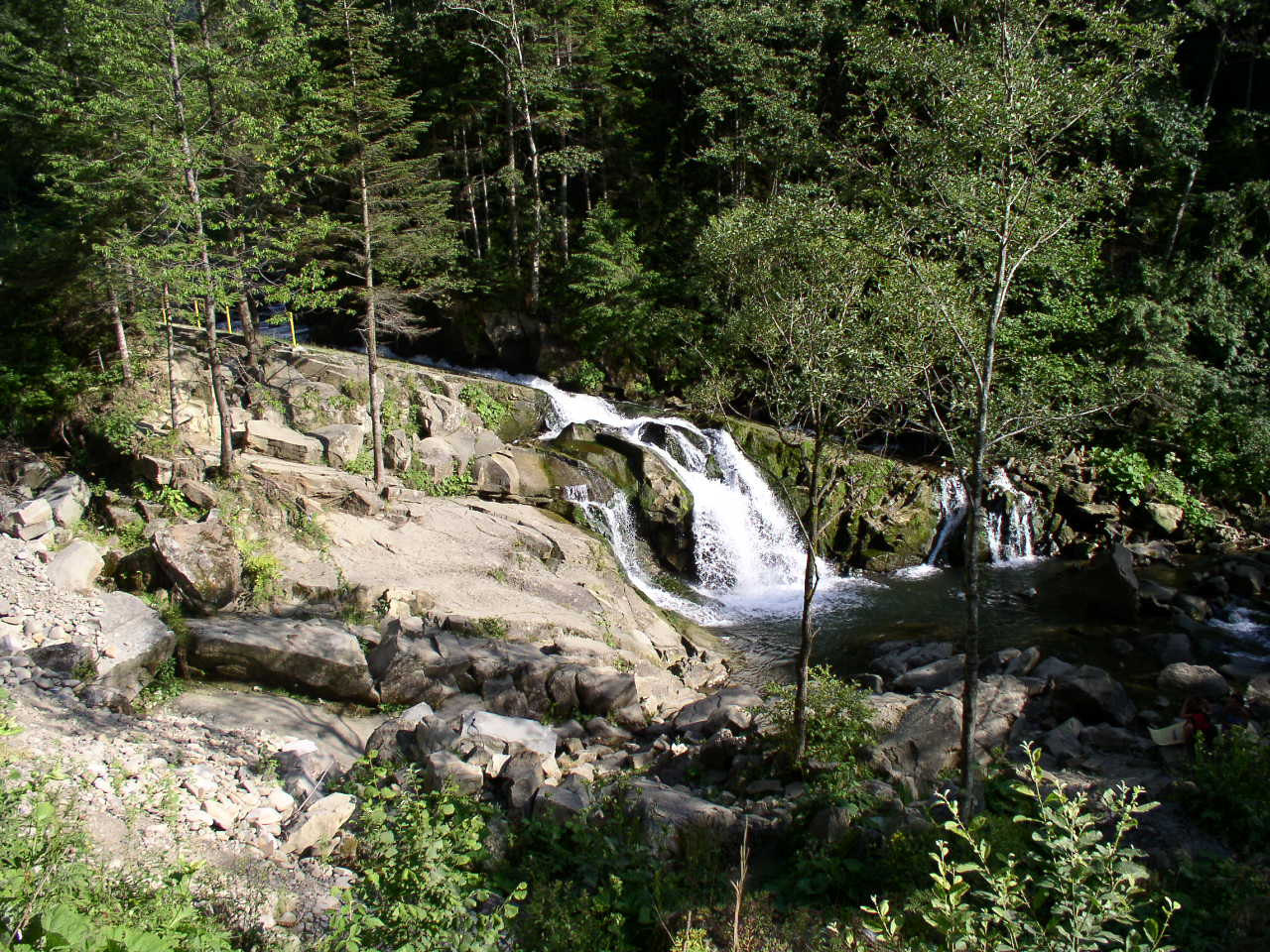
Вигляд на водоспад з дороги до села Кам'янки
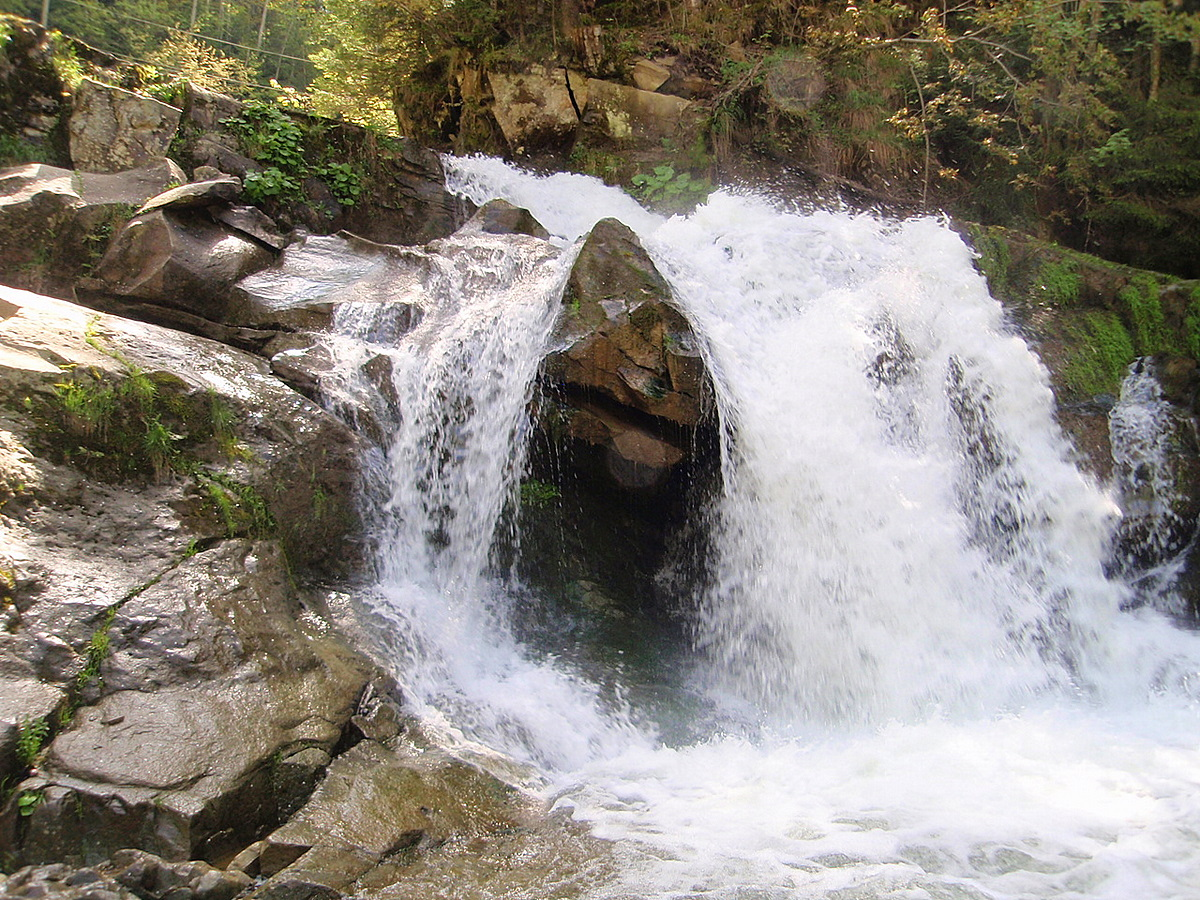
Водоспад під час повновіддя
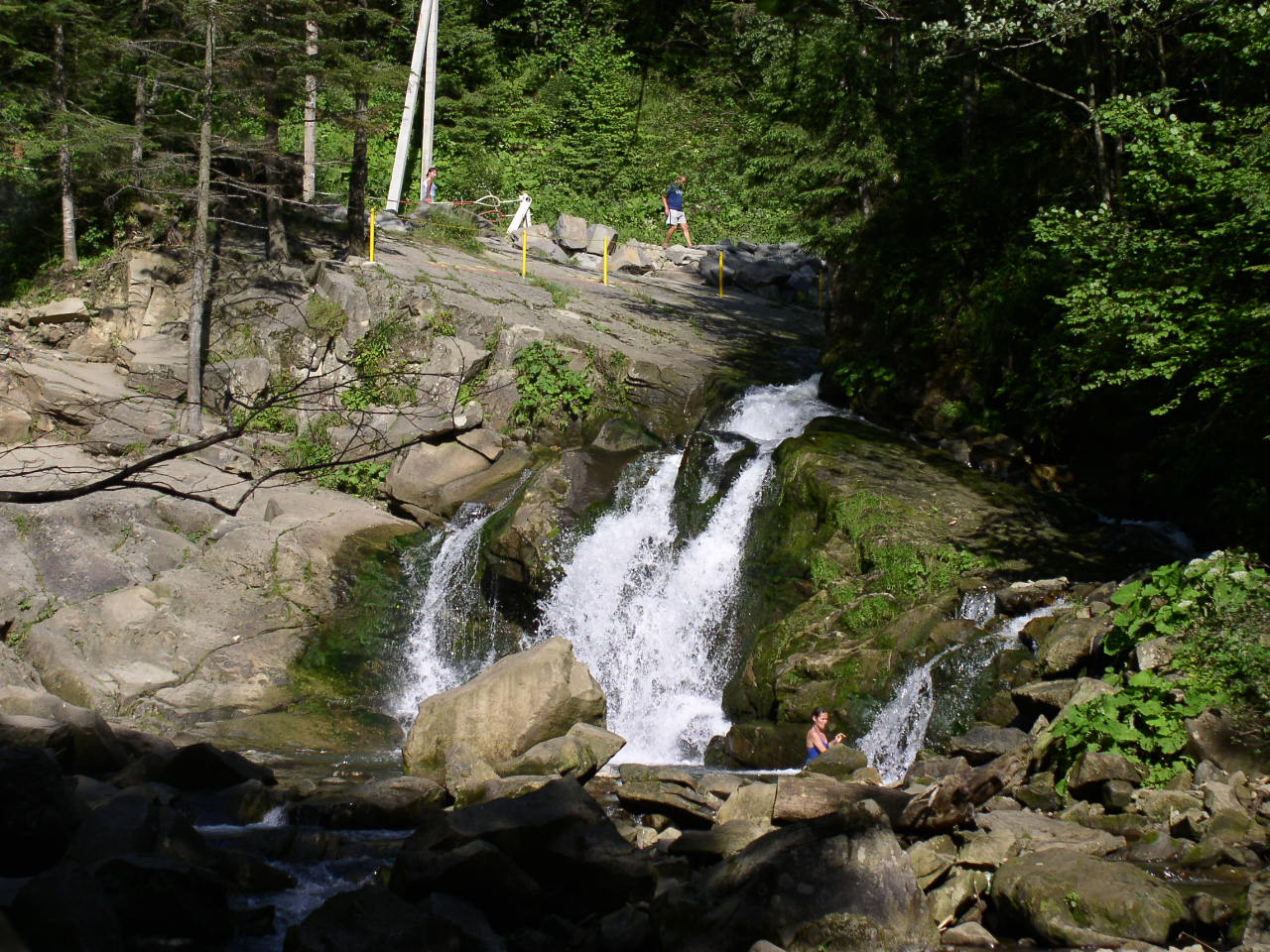
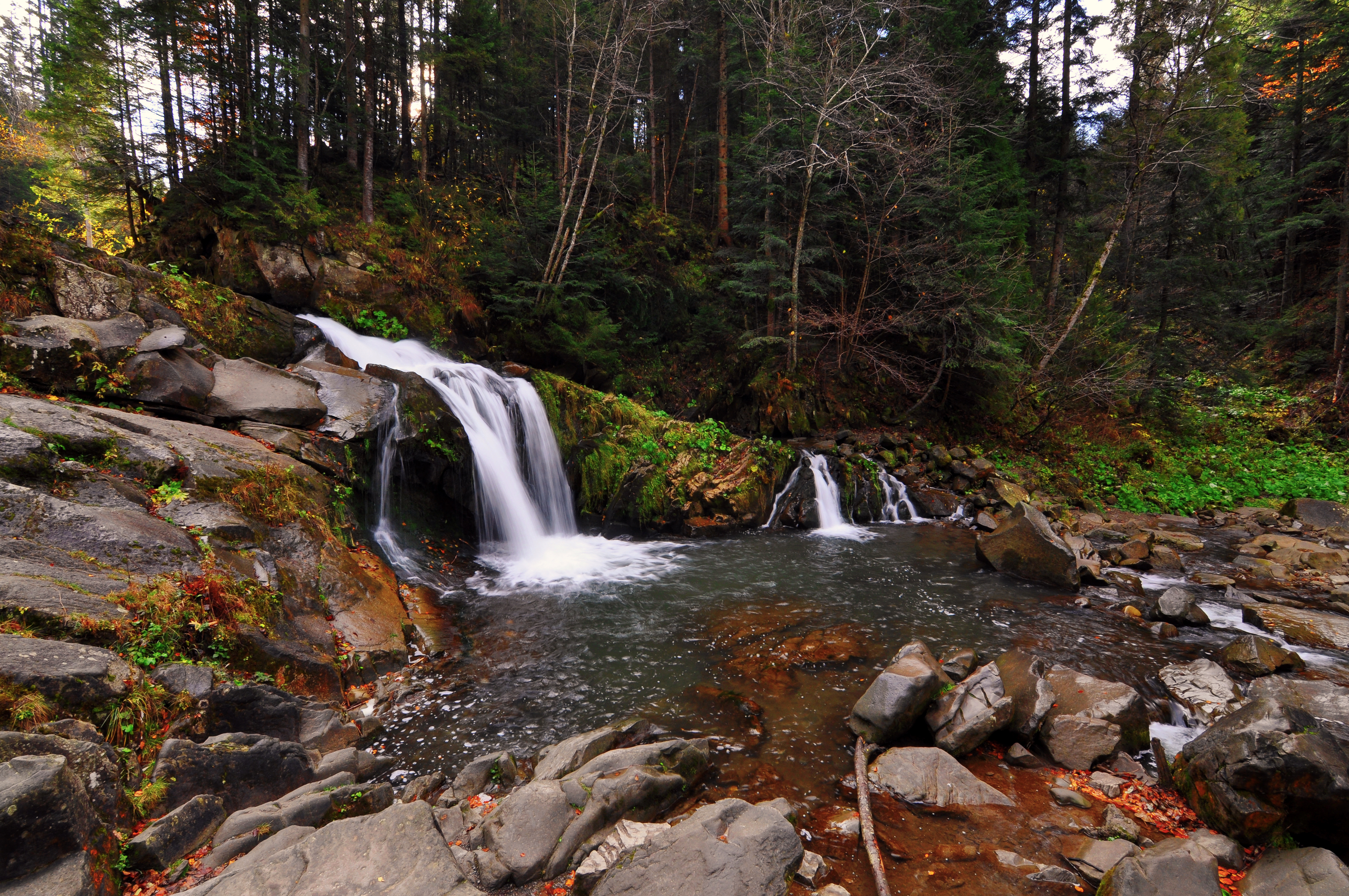